# Porta Borsari

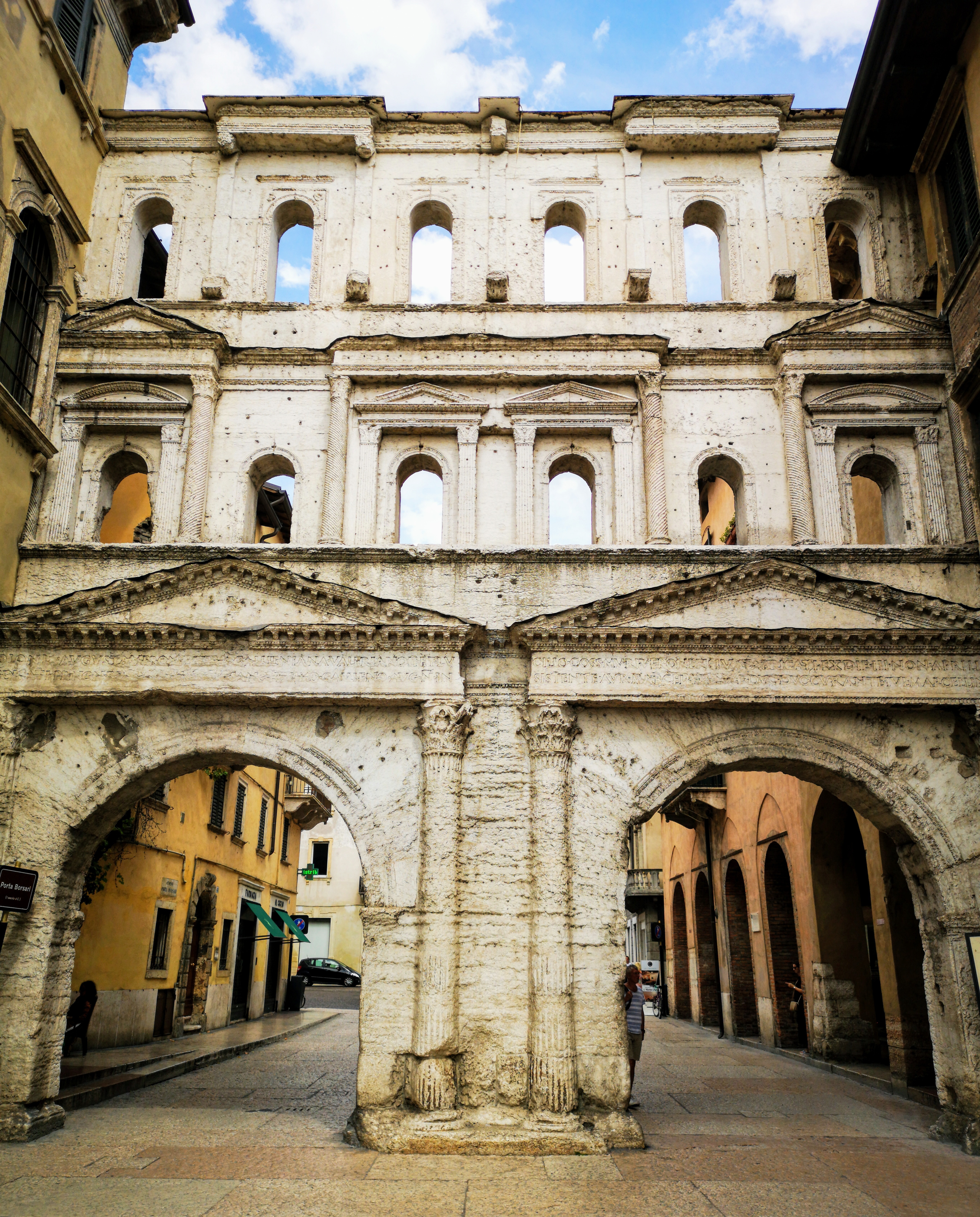
Porta Borsari – Vorderseite

Porta Borsari, auch Porta dei Borsari, ist ein im 1. Jahrhundert v. Chr. errichtetes römisches Stadttor in der oberitalienischen Stadt Verona in Venetien.

## Name
Während der Römerzeit trug das Tor den Namen Porta Iovia, in Anlehnung an einen nur wenige Meter entfernten Jupiter-Tempel. Der römische Name war bis zum Ende des 20. Jahrhunderts nicht bekannt und wurde 1986 bei Restaurierungsarbeiten in der Kirche San Procolo auf einem Votivaltar entdeckt und dem in Frage kommenden Stadttor zugeschrieben. Im Frühmittelalter nahm das Tor den Namen Porta San Zeno an. Der Name Porta Borsari geht dagegen auf das Spätmittelalter zurück, als an dem Tor die Abgaben von den bursarii  kassiert wurden. Bursarii ist eine Kurzform für die Bezeichnung gabellieri con la borsa und ist im Sinne von Säckelwarte zu verstehen.

## Geschichte
Das Stadttor wurde als Torburg und Teil der römischen Stadtmauern nach der Ernennung Veronas zum Municipium 49 v. Chr. erbaut. Es bildete zusammen mit der Porta Leoni eines der beiden Haupttore, die mit der Stadterweiterung Veronas innerhalb der Flussschleife auf der rechten Etschseite entstanden. Zwei weitere Torburgen standen auf der gegenüberliegenden Flussseite in Nähe der Ponte Pietra.
Die Torburg lag am südwestlichen Ende des zum Forum führenden decumanus maximus, einer der Stadtachsen der römischen Stadt Verona. Sie lag am Verlauf der bereits etwa hundert Jahre zuvor entstandenen Römerstraße Via Postumia, die über das Tor in die Stadt führte.
Das Bauwerk war zu Ende der römischen Republik als Teil des römischen Stadtbefestigung zunächst mit rein militärischen Aufgaben errichtet worden. Mit der Monumentalisierung der Stadt in der Anfangszeit der römischen Kaiserzeit wurde dem aus Mauerziegeln errichteten Bauwerk unter Kaiser Claudius 44 n. Chr. eine Prunkfassade aus weißem Kalkstein vorgesetzt. Zuvor war das Straßenniveau um einen Meter erhöht worden, um bei starken Regenfällen ein zu schnelles Abfließen des Regenwassers in das tiefer liegende Forum zu verhindern.
In der zweiten Hälfte des 3. Jahrhunderts wurde unter Kaiser Gallienus eine Inschrift auf der zur Via Postumia gewandten Fassade angebracht, mit der an den Bau der neuen Stadtmauern erinnert wurde. Innerhalb von acht Monaten waren vom 3. April bis zum 4. Dezember 265 unter der Bedrohung eines neuen Einfalls der Alamannen nach Oberitalien die Mauern des Gallienus in aller Eile errichtet worden. Die Inschrift sollte die Leistungen des Kaisers Gallienus unterstreichen. Wie archäologische Grabungen gezeigt haben, wurden die römischen Stadtmauern mit Ausnahme der neuen Ummauerung der Arena unter Gallienus allerdings allenfalls ausgebessert und ausgebaut. Die Propagandaschrift ersetzte eine dort vormals angebrachte Inschrift, die sorgfältig entfernt worden war und möglicherweise Hinweise auf den Bau des Tores beinhaltete, wie es beispielsweise an der Porta Leoni der Fall ist.
Unter dem Ostgotenkönig Theoderich wurde Ende des 5. Jahrhunderts eine zweite, höhere Stadtmauer in einem Abstand von 8 bis 10 Metern vor der ersten römischen Stadtmauer errichtet. Vor dem Burgtor der Porta Iovia entstand zum Schutz ein Avantcorps, dessen Reste bei Grabungen Ende der 1990er Jahre zum ersten Mal freigelegt wurden.
Der im 10. Jahrhundert mit mehreren Unterbrechungen in Verona amtierende Bischof Ratherius fertigte eine Zeichnung von Verona an, die als sogenannte Iconografia rateriana bekannt ist und auf der das Tor mit seinen flankierenden Türmen zu erkennen ist. Zu diesem Zeitpunkt trug das Tor bereits den Namen Porta San Zeno und muss noch funktionstüchtig gewesen sein, da Ratherius vor dem aufgebrachten Volk Schutz auf dem Colle San Pietro suchen musste, nachdem er das Tor schließen ließ, um damit die Abhaltung des Marktes am Sonntag zu unterbinden.
Mit dem durch die Expansion der Stadt nötigen Bau der neuen kommunalen Stadtmauern im 12. Jahrhundert verloren die unter den Römern und den Ostgoten errichtete Stadtbefestigung und damit auch die Porta Borsari langsam ihre militärische Bedeutung. In der Folge wurde das Tor weiter als Zollstation genutzt, so wie es bereits erstmals 1007 schriftlich festgehalten wurde. Ab dem 13. Jahrhundert unterstand die Erhebung der Abgaben an der Porta Borsari dem Bischof von Verona.
Aus den Skizzen, die Andrea Palladio in der zweiten Hälfte des 16. Jahrhunderts von der Prunkfassade der Porta Borsari anfertigte, geht nicht hervor, ob der dahinter liegende Mauerziegelbau der Torburg noch existierte oder, wie viele andere römische Bauten der Stadt, bereits abgetragen worden war. Zumindest ist auf den Palladio zugeschriebenen Zeichnungen lediglich die Steinfassade zu sehen. Auch andere Architekten und Künstler der Renaissance wie Baldassare Peruzzi, Sebastiano Serlio und Giovanni Caroto studierten das Bauwerk der Antike, auch wenn Serlio es als „barbarisch“ bezeichnete und das Tor in seinem Werk nicht berücksichtigte.
1860 wurden in einer Entfernung von etwa 18 Metern von der Torfassade bei Kanalisationsarbeiten die Ziegelfundamente des Tores auf der Stadtseite freigelegt. Auf der Grundlage dieser Entdeckungen arbeitete erstmals der deutsche Archäologe Heinz Kähler in den 1930er Jahren den Grundriss des Stadttores aus.
In den 1970er Jahren wurde die erhalten gebliebene Fassade erstmals restauriert. Weitere Restaurierungen folgten in den Jahren darauf. Bei der Restaurierung 1981/82 wurden unter anderem Teile der Inschrift freigelegt.

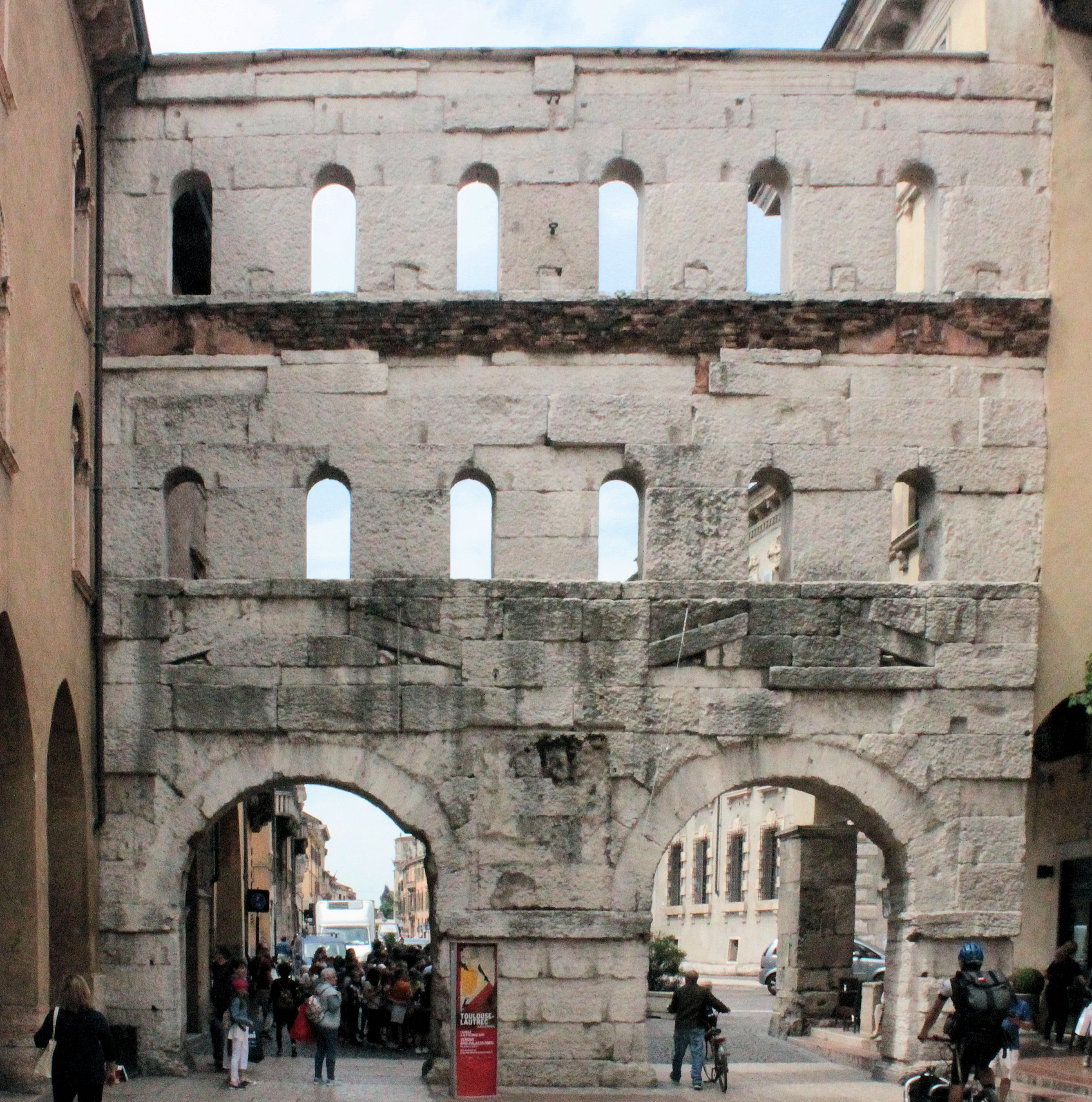
Rückseite
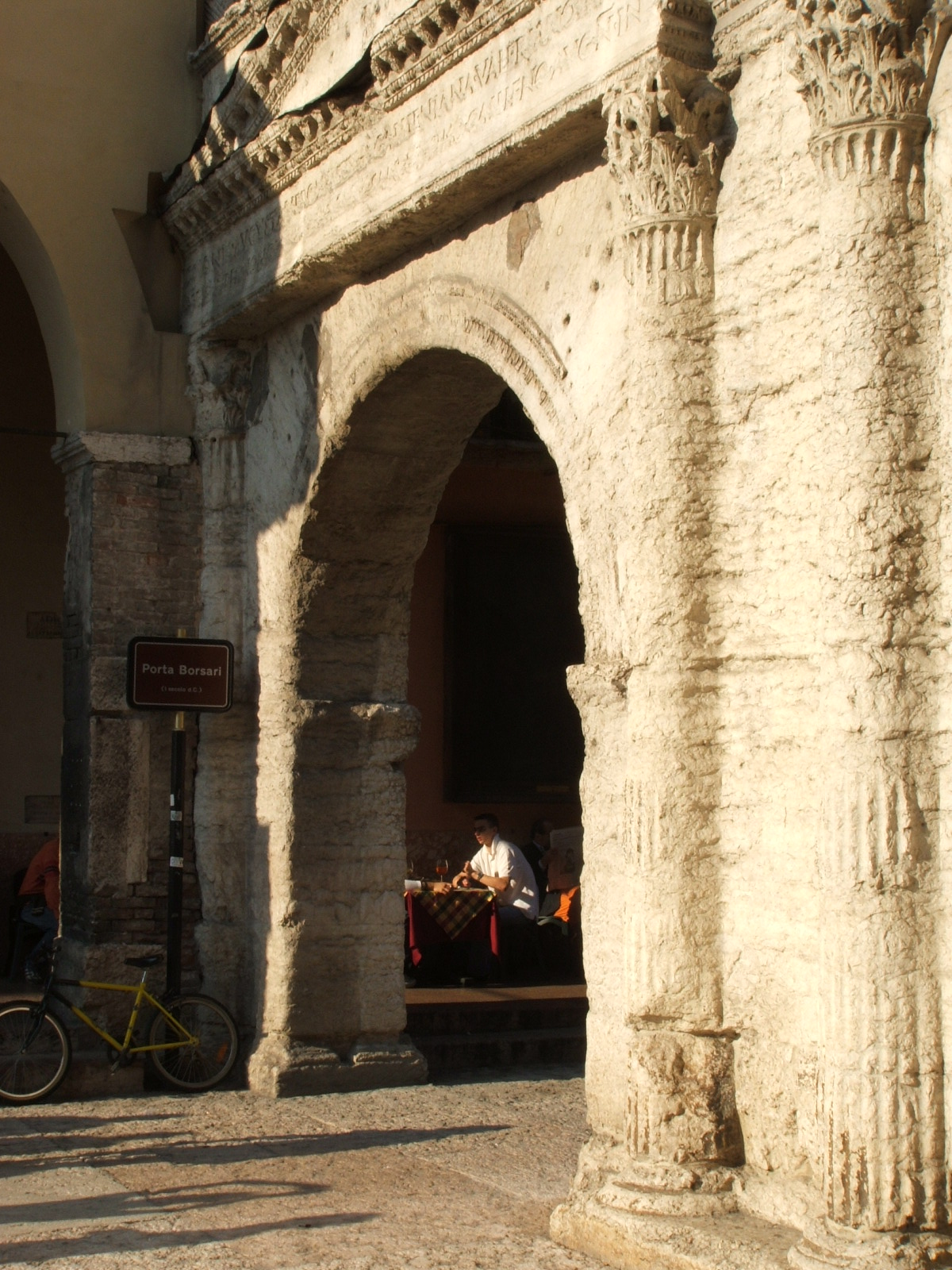
In Ädikula eingebundener Torbogen mit korinthischen Halbsäulen
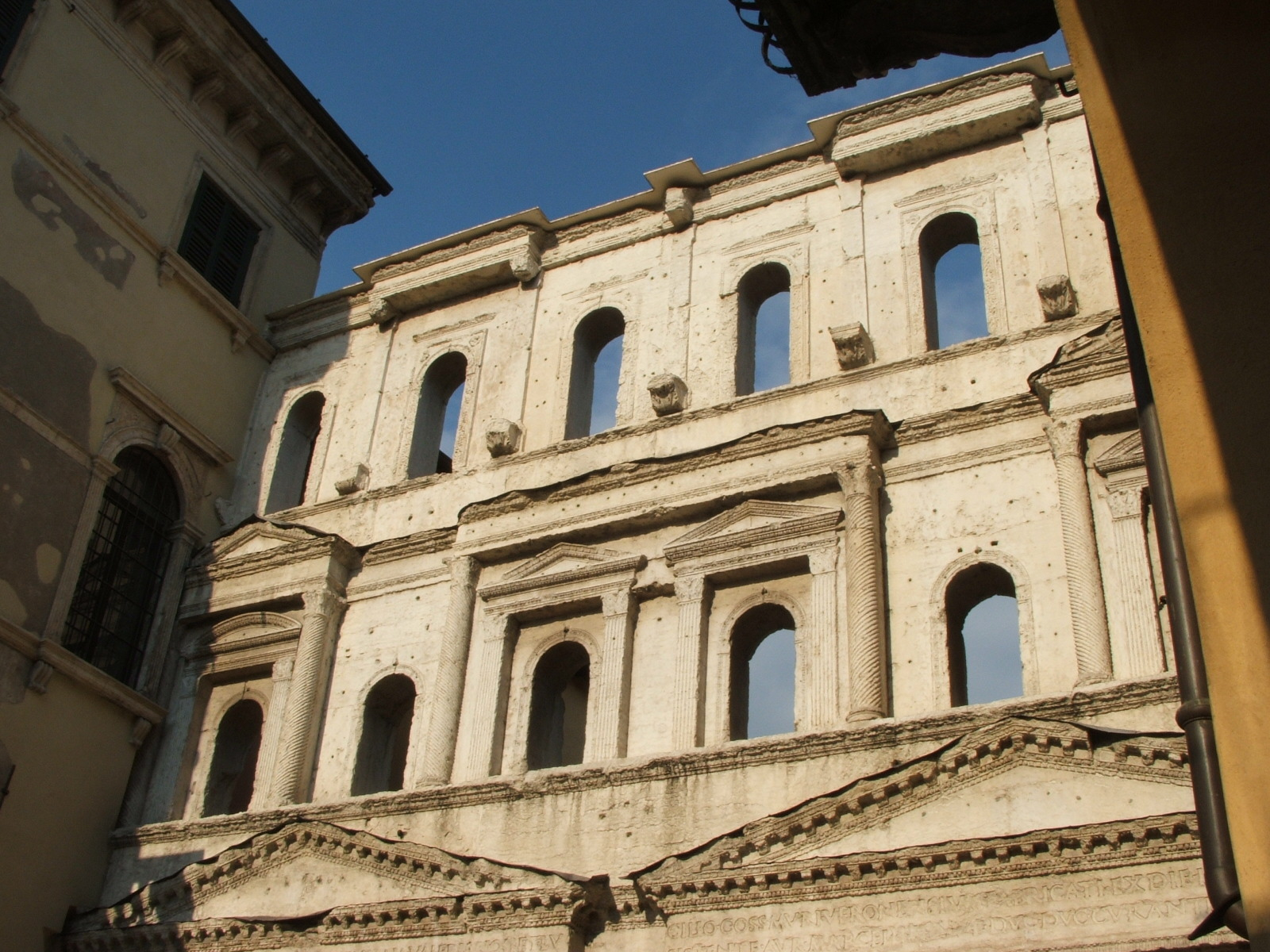
Oberer Fensterbereich
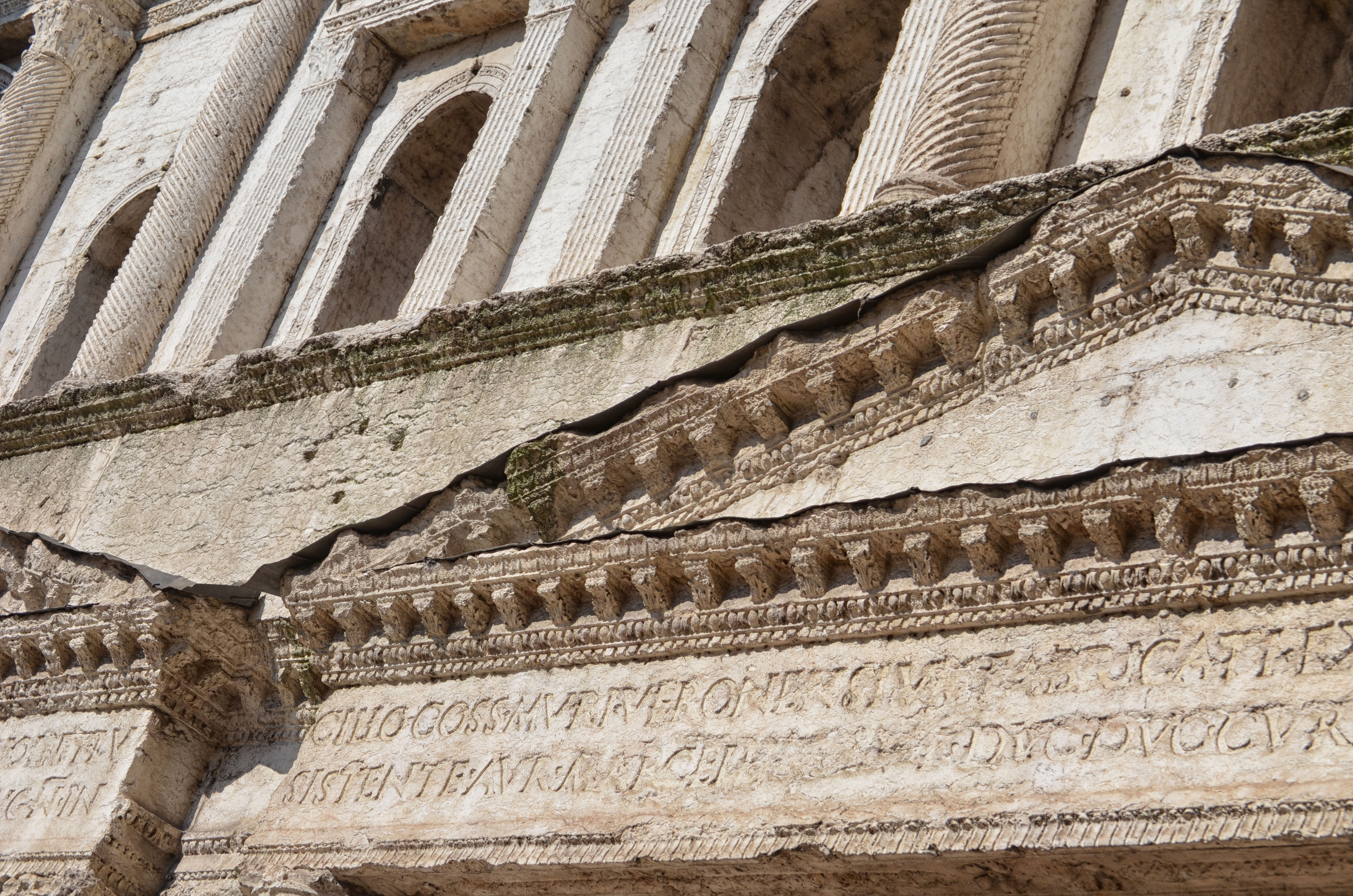
Detail der Inschrift auf Architrav des rechten Torbogens

## Beschreibung
Die Porta Iovia war ähnlich aufgebaut wie die Porta Leoni. Im Gegensatz zum quadratischen Grundriss der Porta Leoni war sie jedoch rechteckig angelegt worden. Die Torburg bestand aus dem rechteckigen, dreistöckigen Hauptgebäude mit den in Richtung Stadt und Land gewandten Torseiten, die jeweils über zwei Toröffnungen verfügten. Dem Hauptgebäude, in dem die Wachmannschaft untergebracht war, standen an den Seiten auf der Landseite zwei Wachtürme vor, die das Hauptgebäude überragten. Von der ursprünglichen Anlage ist lediglich die nachträglich auf der Landseite angebrachte Prunkfassade aus weißem Kalkstein erhalten, der im nördlich von Verona liegenden Valpantena gebrochen wurde.
Die zwei Torbögen der Fassade sind in zwei Ädikulä eingebunden, die jeweils von zwei Halbsäulen mit korinthischen Kapitellen eingerahmt sind. Die zwei darüber liegenden Stockwerke, die ebenfalls mit Ädikulä geschmückt sind, besitzen jeweils sechs Bogenfenster. Kleinere Mauerlöcher weisen darauf hin, dass die Fassade mit bronzenen oder vergoldeten Dekorationen geschmückt war. Die Rückseite des Tores ist dagegen schmucklos gehalten und nur grob bearbeitet, da sie, nur von einem kleinen Spalt getrennt, unmittelbar an das Torgebäude angrenzte.
Die erhalten gebliebene Steinfassade ist insgesamt 13,80 m, der erste Stock 3,90 m und der zweite 3,30 m hoch. Die beiden Toröffnungen besitzen jeweils eine Höhe von 3,90 m und eine Breite von 3,60 m. Das Straßenniveau entspricht demjenigen aus der Römerzeit, so wie es bei der Errichtung der Prunkfassade 44 n. Chr. bestand.
Unmittelbar vor der Porta Borsari steht auf der linken Seite ein römischer Gedenkstein, der an eine mit 13 Jahren verstorbene Petronia Tertulla, Tochter des Gaius, erinnert.

### Inschrift Architrav
COLONIA AVGVSTA VERONA NOVA GALLIENIANA VALERIANO II ET

LVCILIO CO(N)SS(VLIBVS) MVRI VERONENSIVM FABRICATI EX DIE III NONIS APRILIVM

DEDICATI PR(IDIE) NON(IS) DEC(EMBRIS) IVBENTE SANCTISSIMO GALLIENO AVG(VSTO) N(OSTRO)

INSISTENTE AVR(ELIO) MARCELLINO V(IRO) P(ERFECTISSIMO) DVC(E) DVC(VM) CVRANTE IVL(IO) MARCELLINO V(IRO) E(GREGIO)
Die Inschrift wurde ab dem 15. Jahrhundert mehrmals rekonstruiert. Die definitive Fassung stammt von Theodor Mommsen vom Ende der 19. Jahrhunderts. Allerdings blieben Mommsen einige Buchstaben auf der ganz rechten Seite verborgen, da sie von der Mauer des angrenzenden Gebäudes verdeckt waren. Erst nachdem bei Restaurierungsarbeiten Anfang der 1980er Jahre die letzten Buchstaben freigelegt worden waren, konnte die Inschrift vervollständigt werden.
Die Inschrift war ursprünglich in bronzenen oder vergoldeten Lettern an der Fassade angebracht. Neben Kaiser Gallienus sind zwei weitere Personen erwähnt, die mit der Ausführung der Arbeiten betraut waren, Aurelius und Iulius Marcellinus.